# Gerhard Hund
Gerhard Friedrich Hund (Leipzig, 4 de febrero de 1932-Friburgo de Brisgovia, 21 de junio de 2024) fue un ajedrecista, funcionario y periodista alemán, así como pionero en informática. De profesión fue matemático e informático.

## Vida
Gerhard Hund fue el hijo mayor del físico Friedrich Hund (1896–1997) y la matemática Ingeborg Seynsche (1905–1994). Nació en Leipzig el mismo día del cumpleaños de su padre en 1932. Hund asistió desde 1942 a la Thomasschule zu Leipzig, al Domgymnasium Naumburg y al Gymnasium Humanista en Jena, donde se graduó con el Abitur en 1950. Estudió matemáticas y física en la Universidad Friedrich Schiller en Jena (1950–1951) y luego en Frankfurt am Main, obteniendo su título de Diplom-Matemático en el verano de 1955.
Tras graduarse, trabajó con Alwin Walther como investigador científico en el Instituto de Matemáticas Aplicadas (IPM) de la Universidad Técnica de Darmstadt, donde recibió un encargo de enseñanza sobre programación para calculadoras electrónicas.
De 1961 a 1995, fue gerente senior en Bayer AG en Leverkusen, donde a partir de 1974 fue procurador y más tarde apoderado general. Como jefe de departamento, era responsable del desarrollo de sistemas en informática para áreas centrales. Estos sistemas incluían informática empresarial, como estado de pérdidas y ganancias, contabilidad de costes (mediante métodos matemáticos desarrollados por él mismo), contabilidad de costos y resultados, sistemas de información para gestión empresarial, control de gestión, ingeniería, compras, finanzas y contabilidad. También aplicó métodos matemáticos para la verificación de marcas y para la investigación farmacéutica. El cierre financiero del grupo Bayer mediante una red informática mundial y técnicas novedosas fue líder mundial en su época.

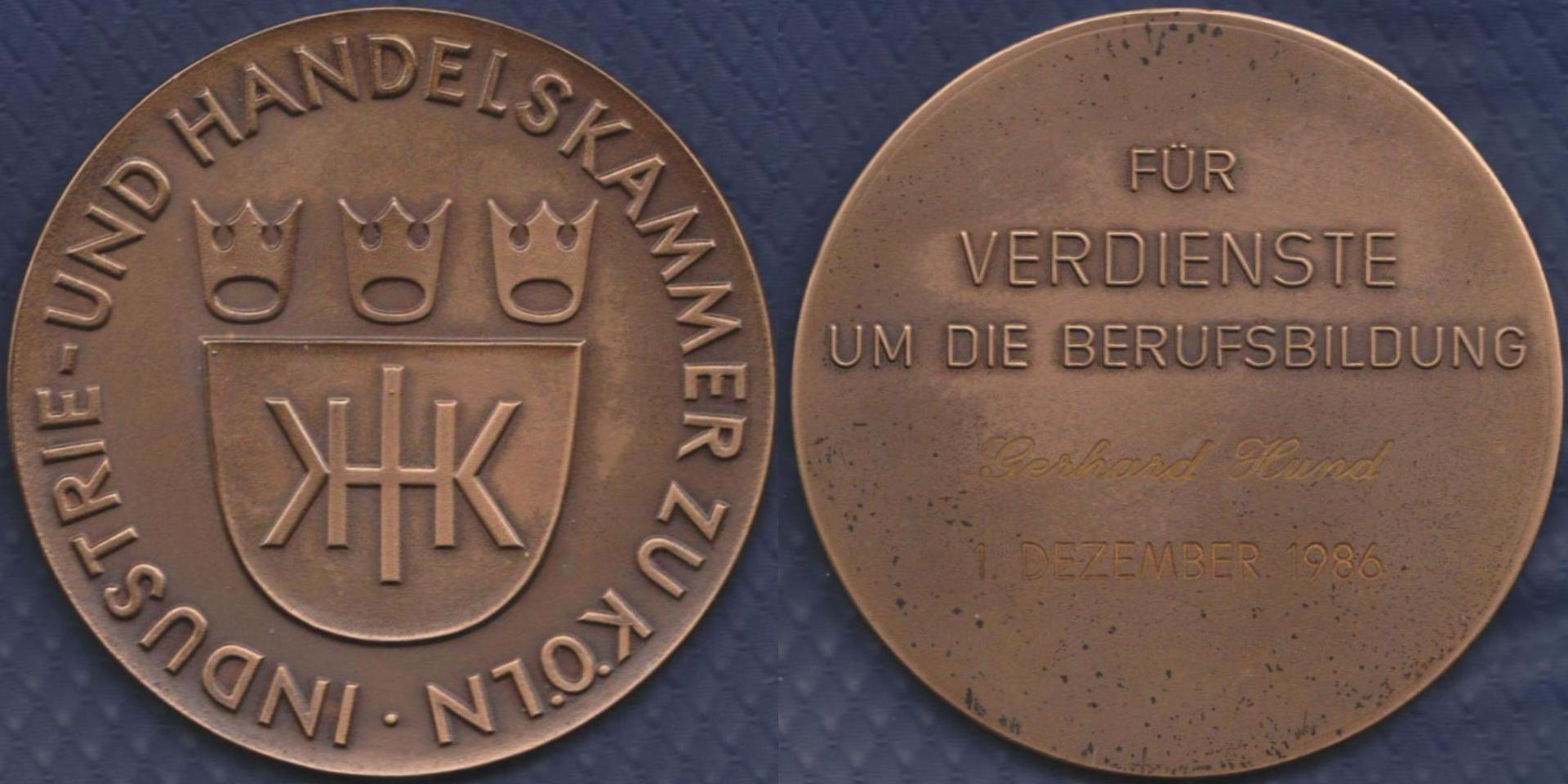
Medalla de la Cámara de Comercio e Industria de Colonia

Por su dedicación a la juventud, Hund fue galardonado varias veces por la Cámara de Comercio e Industria de Colonia. Desde 1963 fue miembro durante 40 años de varios comités examinadores en Ludwigshafen, Solingen y Colonia, entre otros, para las profesiones de asistente técnico matemático, comerciante de procesamiento de datos y programador de aplicaciones. Contribuyó significativamente al desarrollo de nuevas profesiones en informática y procesamiento de datos; además, enseñó a los asistentes técnico-matemáticos de Bayer AG.
Después de vivir 40 años en Bergisch Neukirchen y cinco años en Odelzhausen, desde agosto de 2012 su hogar fue Friburgo de Brisgovia. Allí falleció en junio de 2024 a la edad de 92 años.

## Ajedrez
Hund jugó al ajedrez desde 1948, participando en los Campeonatos Individuales Juveniles de Alemania de 1949 en Bad Klosterlausnitz (entonces Zona de ocupación soviética) y en el Campeonato de Hessen de 1955 en Königstein im Taunus (victorias, entre otros, contra Walter Jäger y Egon Joppen). Ganó el Campeonato de la Ciudad de Frankfurt en 1956, superando a Werner Kunerth y Paul Heuäcker. En el campeonato de Hessen de 1960, empató en el primer lugar con el Campeón Juvenil de Alemania de 1948, Heinz Marcus, superando a Paul Heuäcker y Wolfgang Heidenfeld. En el Encuentro Regional del Sur de Alemania (Baviera, Hessen, Palatinado, Wurtemberg) en otoño de 1960 en Darmstadt, jugó en el primer tablero para Hessen (victoria contra Karl Gilg). En 1960/61 fue campeón de copa de Hessen.
A partir de 1961, Hund jugó en la Federación de Ajedrez del Mittelrhein, conoció en 1963 al mecenas del ajedrez de Porz, Wilfried Hilgert, y fue subcampeón con el SG Porz (equipo, entre otros, con Johannes Eising, Helmut Pfleger y Paul Tröger) en el Campeonato Alemán por Equipos en Solingen. Fue varias veces subcampeón en los campeonatos del Mittelrhein y participó en el Campeonato Individual Alemán de 1974 en Menden (Sauerland).

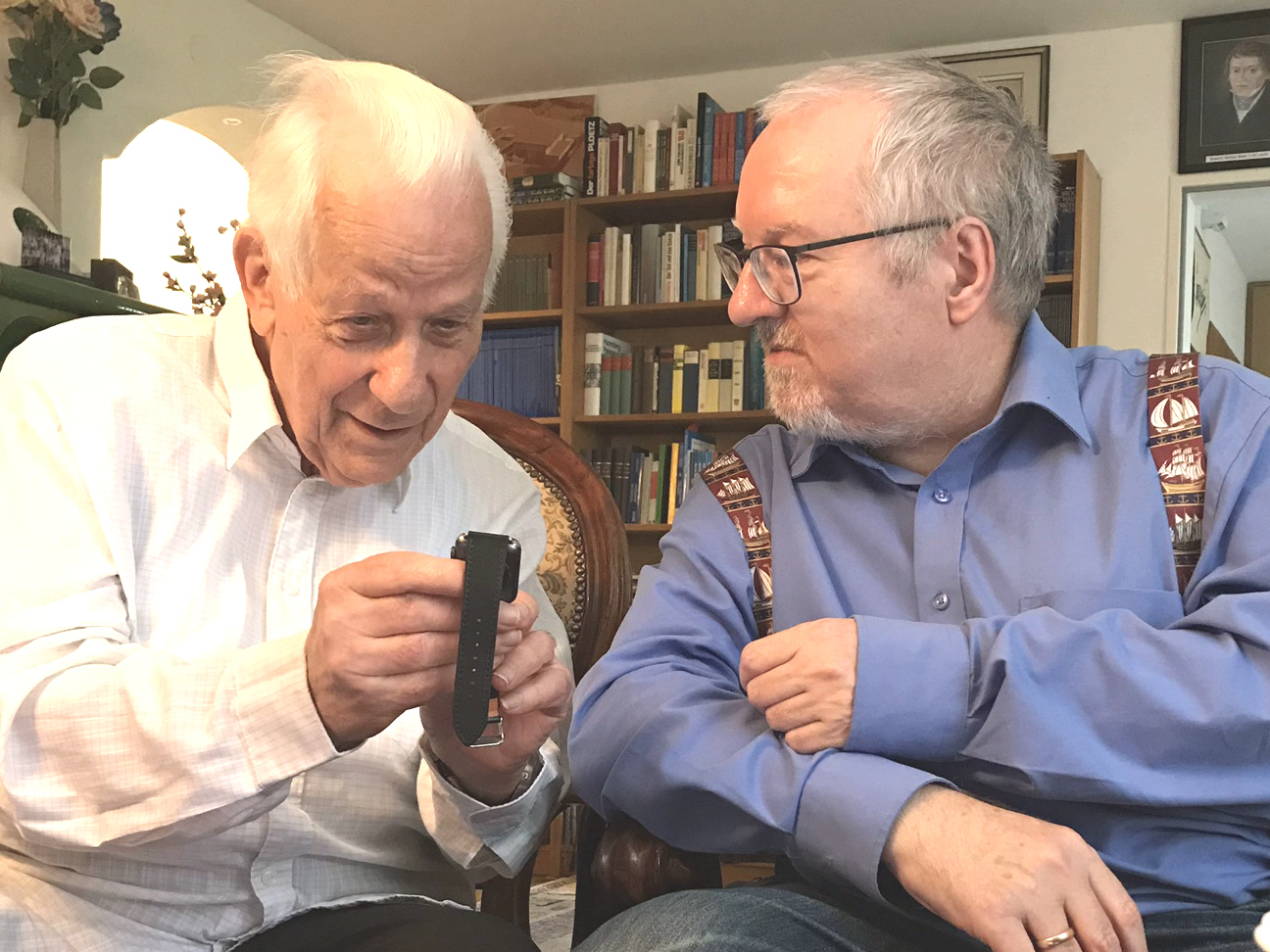
Gerhard Hund (izquierda) con Ingo Althöfer, 2019

Más de 20 años después, jugó en el Campeonato Mundial de Ajedrez para Veteranos de 1995 en Bad Liebenzell (7 de 11), en 1996 en Bad Liebenzell, en 1997 en Bad Wildbad, en 1998 en Grieskirchen y en 1999 en Gladenbach. En el Campeonato Alemán de Ajedrez para Veteranos de 1995 en Oldenburg se proclamó campeón de ajedrez relámpago. En el 6.º Torneo Familiar de Ajedrez de Turingia en 1997 en Erfurt, ganó junto con su esposa Juliane la clasificación por equipos.
En 1962, Hund tenía un Ingo-Zahl de 52, lo que equivale a un DWZ de 2424. 50 años después, en mayo de 2012, alcanzó su mayor Elo de 2152. Incluso como veterano, Hund seguía siendo un ajedrecista activo (con el SK Mering) y especialmente un conocido periodista de ajedrez a nivel internacional. Hasta 2005, fue responsable del sitio web de la Juventud Alemana de Ajedrez. Mantuvo la página teleschach.de con informes actuales del mundo del ajedrez, informando en directo sobre el Campeonato Mundial de Ajedrez para Veteranos de 1996 en Bad Liebenzell, en la que participó.

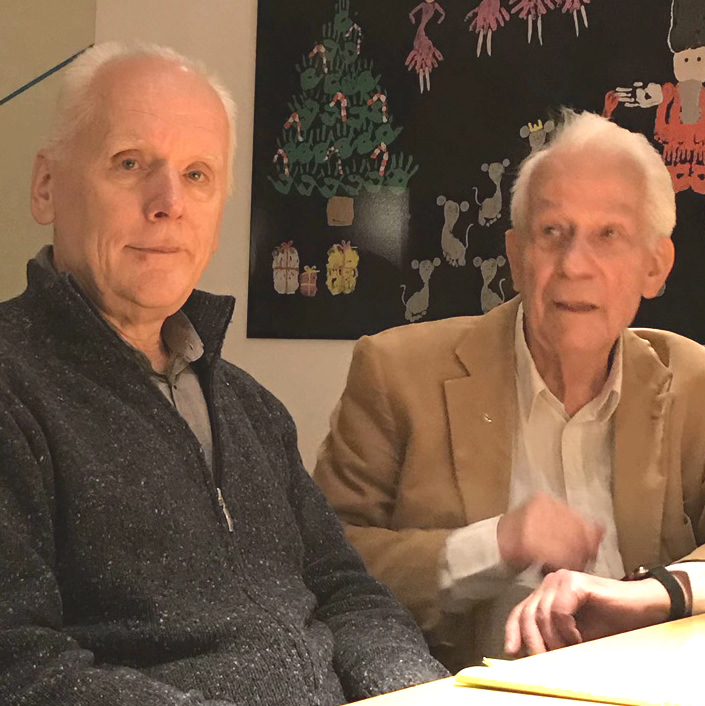
Klaus Scharff y Gerhard Hund (derecha) hablan sobre inteligencia artificial, 2019.

Desde 1970, Hund asistió a muchas Olimpiadas de ajedrez, siendo la última la Olimpiada de ajedrez de 2008 en Dresde como representante de la prensa.
Desde 1948, fue miembro de clubes de ajedrez en las ciudades de Jena, Frankfurt am Main (Schachfreunde, Heddernheim, Königsspringer), Darmstadt, Opladen, Porz y Leverkusen. Jugó para el club de ajedrez Mering desde 2008 y para el SK Freiburg-Zähringen 1887 desde 2012. En estos más de 65 años, desempeñó diversas funciones como dirigente de ajedrez: capitán de equipo, director de torneos, referente de DWZ, presidente del club (durante 30 años en el SV Opladen 1922 e. V.), responsable de internet y vicepresidente del distrito de ajedrez Rhein-Wupper y de la Federación de Ajedrez del Mittelrhein.
"Por su prolongada y exitosa dedicación", recibió el 11 de mayo de 2002 el diploma de honor de la Federación Alemana de Ajedrez. El 25 de mayo de 2002, la Juventud Alemana de Ajedrez le otorgó la insignia de honor de plata. Ese mismo año, fue nombrado miembro honorario del distrito de ajedrez Rhein-Wupper. El 23 de marzo de 2003, recibió la insignia de honor de oro de la Federación de Ajedrez del Mittelrhein y, el 14 de junio de 2003, la insignia de honor de oro de la Federación Alemana de Ajedrez por Correspondencia (BdF). Su puntuación Elo en ajedrez por correspondencia es de 2158. La obtuvo al participar en torneos de campeonato europeo en 1996 (3.º lugar) y 1997 (9.º lugar). Su puntuación nacional del BdF era FWZ = 2104.

## Familia
Del matrimonio de Hund con la ajedrecista Juliane Hund (nacida Meyer; 1928–1999) nacieron cuatro hijas: además de la ex referente de ajedrez femenino de la Juventud Alemana de Ajedrez Susanne (* 1958), quien participó en más de 25 torneos del DSAM y el 24 de septiembre de 2022 en Der Quiz-Champion del ZDF, están las maestras de ajedrez Barbara (* 1959), Isabel (* 1962) y Dorothee (* 1966). Su nieta Sarah (* 1998) también es una fuerte ajedrecista y en 2021 jugó considerablemente mejor que su abuelo.
En junio de 1985, sus cuatro hijas jugaron en una partida simultánea en el Spiegel-Verlag en Hamburgo contra Garri Kaspárov.
El 21 de junio de 2024, Gerhard Hund falleció a los 92 años en Friburgo de Brisgovia.